# Edificio Ultonia

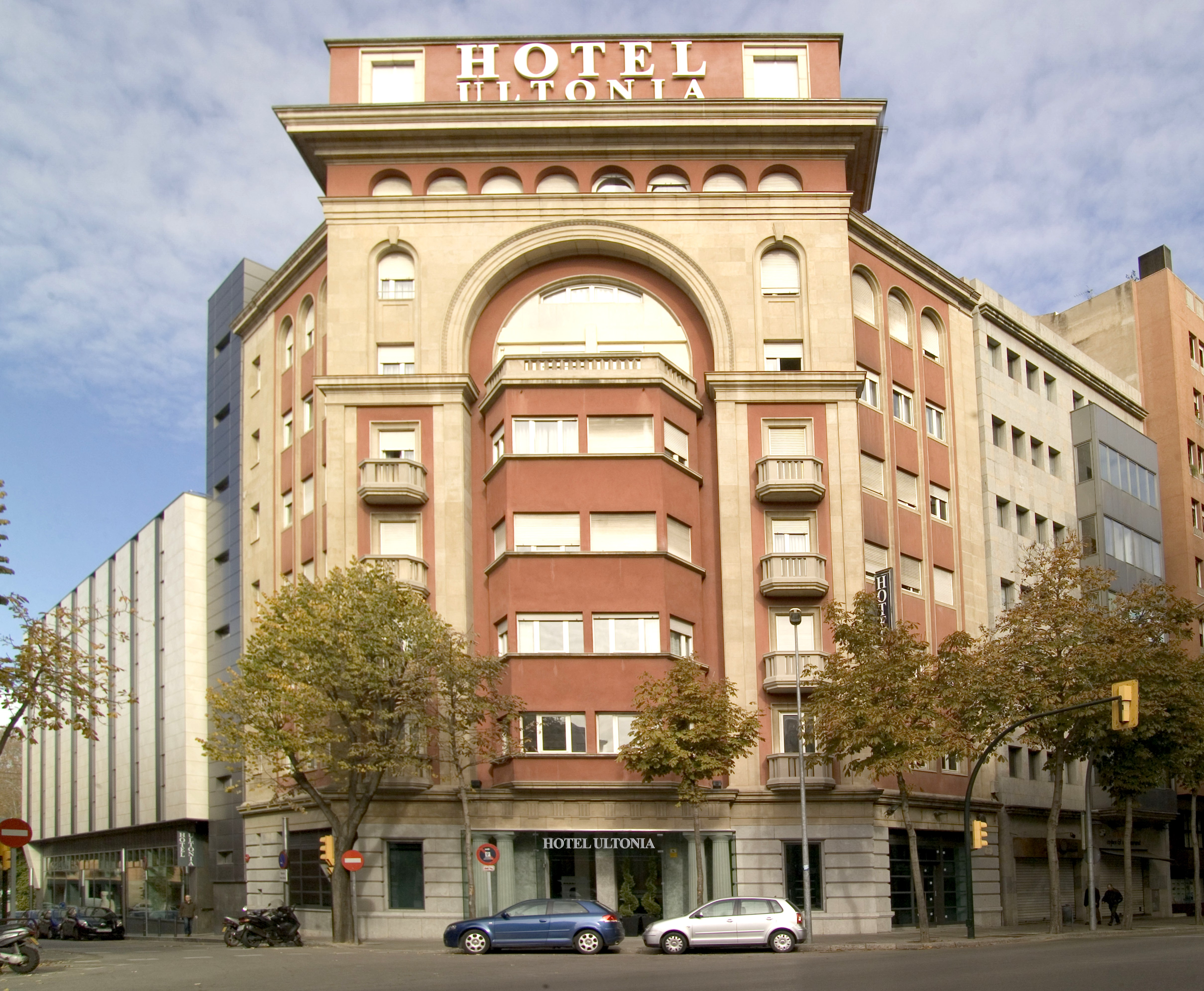
Fachada del Hotel Ultonia de Gerona

La fachada neoclásica del edificio Ultonia está catalogada como patrimonio histórico-artístico de Gerona (Cataluña, España) por su estética monumentalista de posguerra. 
El edificio fue construido en 1941 en terrenos subastados por el ayuntamiento y donde se encontraba parte de la muralla de Gerona. Pese a que inicialmente tenía que albergar oficinas municipales, en 1962 se reconvirtió el edificio para darle un nuevo uso y abrir al público el Hotel Ultonia. Junto a este, se ha inaugurado el Hotel Gran Ultonia en cuyo subsuelo se puede visitar un fragmento del baluarte de Santa Creu (Santa Cruz).

## Arquitectura
Sobre una base de sillar con juntas horizontales, se alza la fachada formada por un arco de piedra, con una tribuna en el intradós y dos alas laterales. El coronamiento superior se completa con una gran cornisa que debajo presenta una hilera de ventanas con arco de medio punto.

- Datos: Q3047579
- Multimedia: Edifici Ultònia / Q3047579